# Ruta Provincial 1 (Chubut)
La Ruta Provincial 1 es una carretera argentina que recorre de norte a sur la costa de la provincia del Chubut. La ruta no está completa, ya que se corta en el tramo Puerto Visser - Rocas Coloradas (cerca del Pico Salamanca), aunque hay un proyecto para completarla. La mayor parte de la ruta es de ripio, aunque existen algunos tramos asfaltados como el de Caleta Córdova - Comodoro Rivadavia, Empalme Ruta Prov. 75 - acceso a Punta Tombo y zona sur de Puerto Madryn - Empalme Ruta Prov. 2.
Partes de esta ruta correspondían al antiguo trazado de la Ruta Nacional 3, antes de que esta se asfaltase. Para disminuir las distancias entre Trelew y Comodoro Rivadavia, corrieron la traza hacia el centro de la provincia, provocando que varios pueblos desaparecieran debido al poco movimiento vehicular. Ej. Uno de ellos es Cabo Raso.

## Localidades
- Departamento Biedma: Puerto Lobos (km 0), Puerto Madryn (km 83)
- Departamento Rawson: Rawson (km 144)
- Departamento Gaiman: no hay localidades.
- Departamento Florentino Ameghino: Dos Pozos (km 234), Cabo Raso (km 282), Camarones (km 365).
- Departamento Escalante: Bahía Bustamante (km 458), Puerto Visser (km 526), Rocas Coloradas (km 562), Caleta Córdova (km 584), 25 de Mayo (Comodoro Rivadavia) (km 593)

## Tramos inexistentes
La ruta posee el impedimento de que luego de Caleta Córdova se vuelve un camino de ripio. Además existen 37 km desde Caleta Córdova a Puerto Visser, que no cuentan con rastro alguno. Desde 2013 se trabaja en la realización de trabajos con un importante movimiento de suelo con puentes y alcantarillas. El camino final será de ripio y se podrá ir de Comodoro hasta Camarones por la costa a través de la ruta 1.

## Turismo
La ruta atraviesa casi toda la costa chubutense, pasando por atractivos turísticos como Punta Tombo, Puerto Madryn, Camarones y el Parque interjurisdiccional marino costero Patagonia Austral. Dentro de este parque en el tramo Puerto Visser-Caleta Córdova existe un imponente bosque petrificado, único en los alrededores de la zona.

## Galería

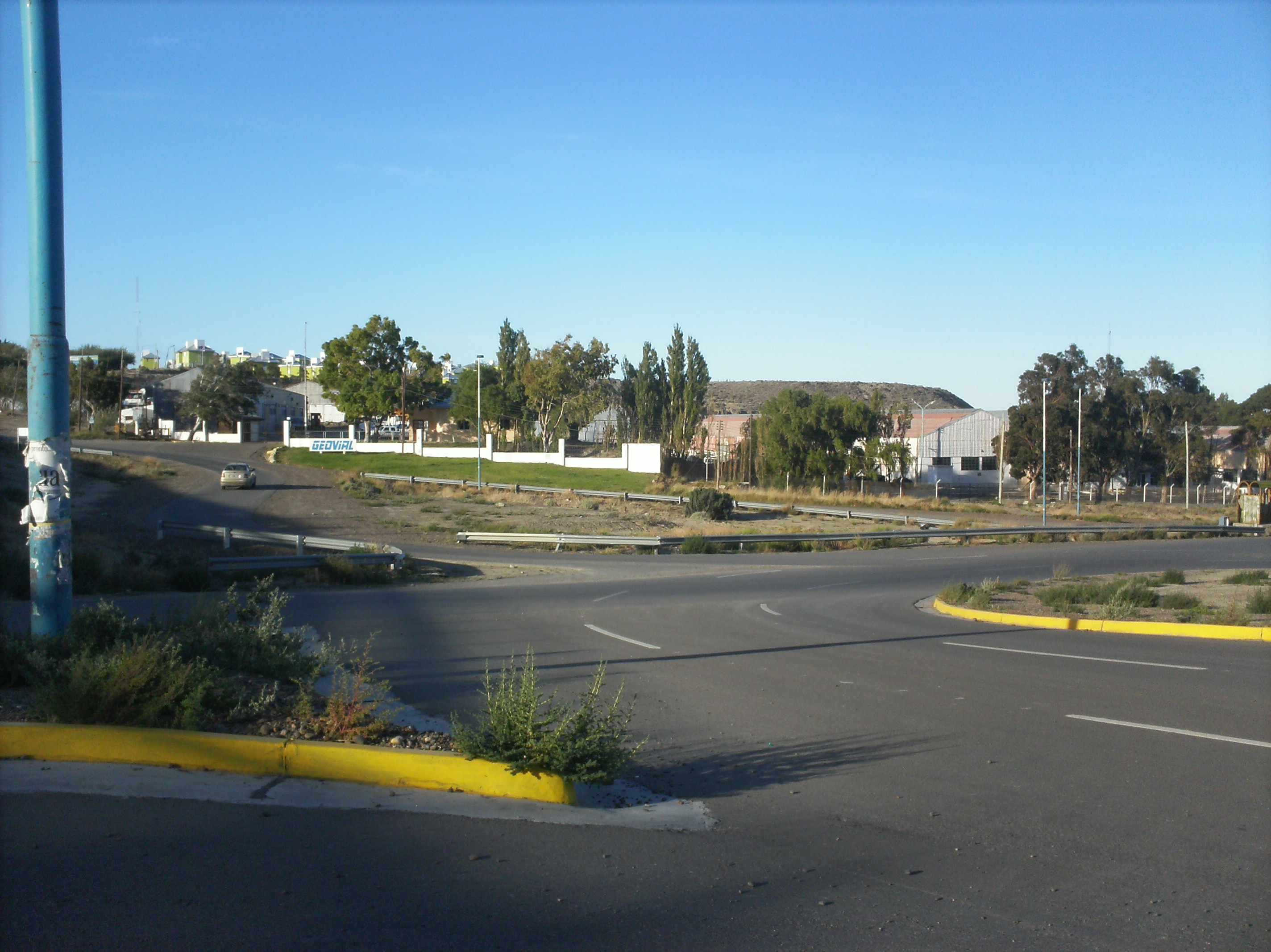
Cruce con la RN3 en kilómetro 4 (Comodoro Rivadavia).
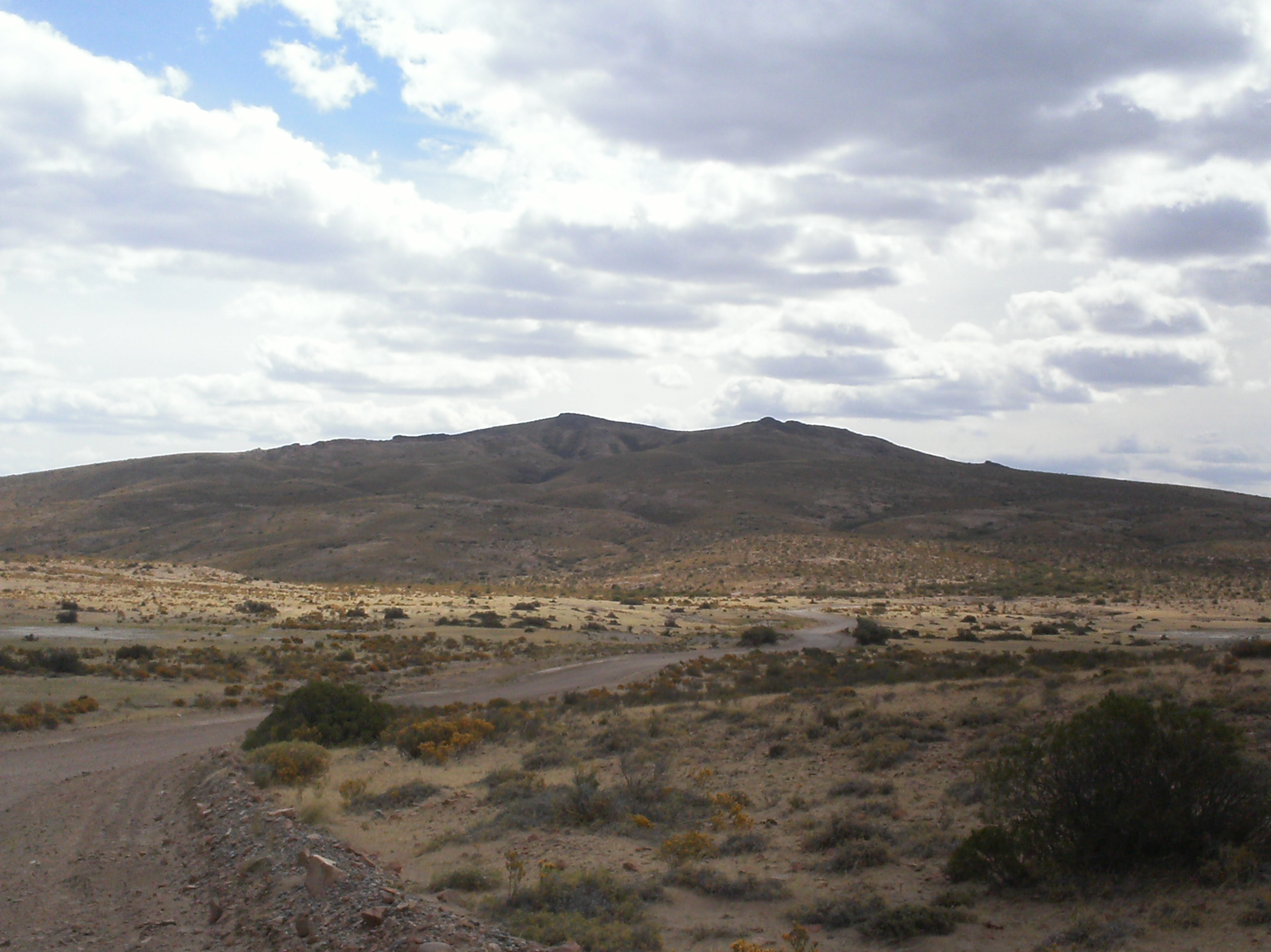
La ruta cerca de Camarones.
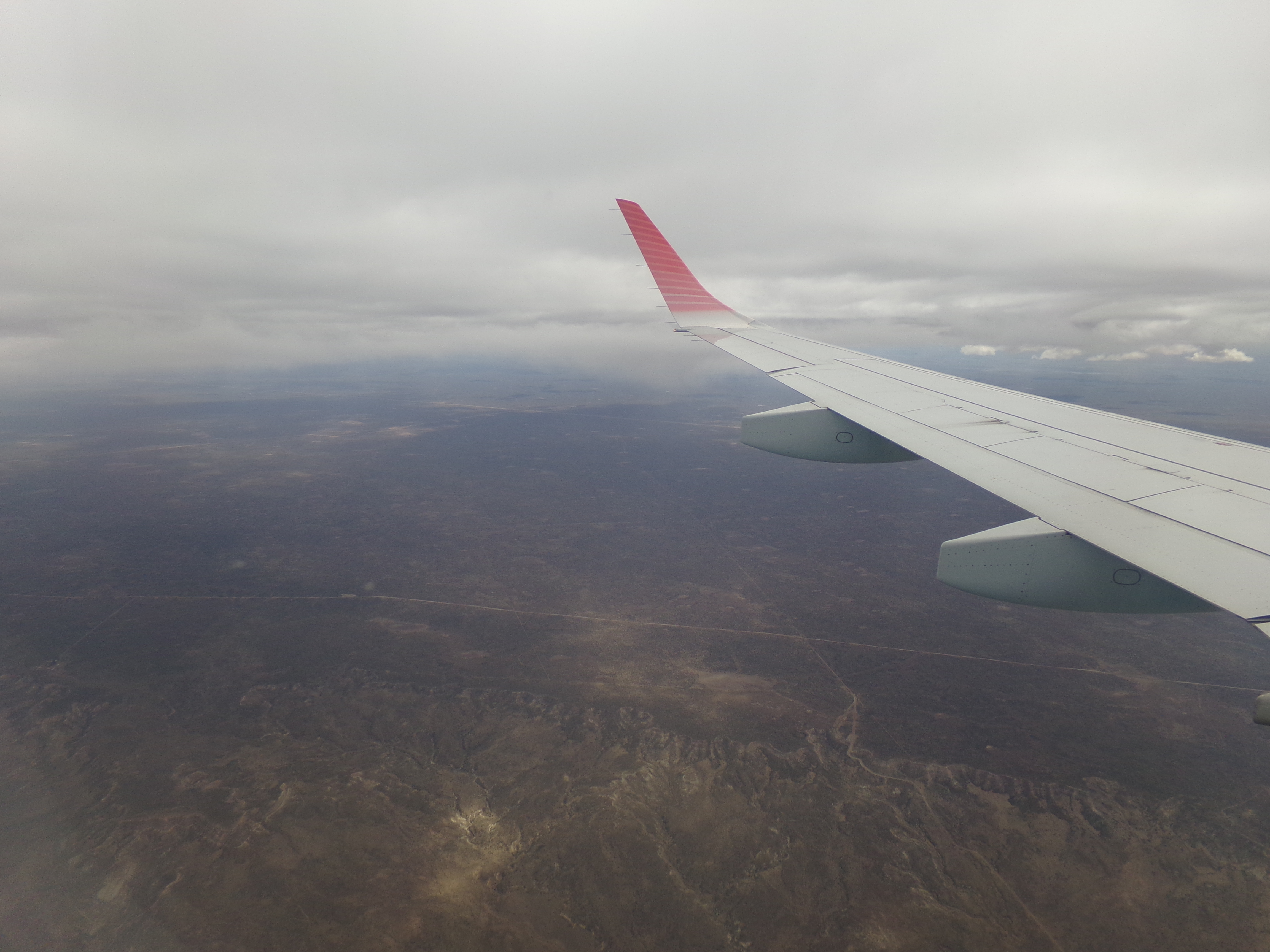
Vista aérea desde un Embraer 190 de Austral Líneas Aéreas en el tramo norte del departamento Florentino Ameghino.
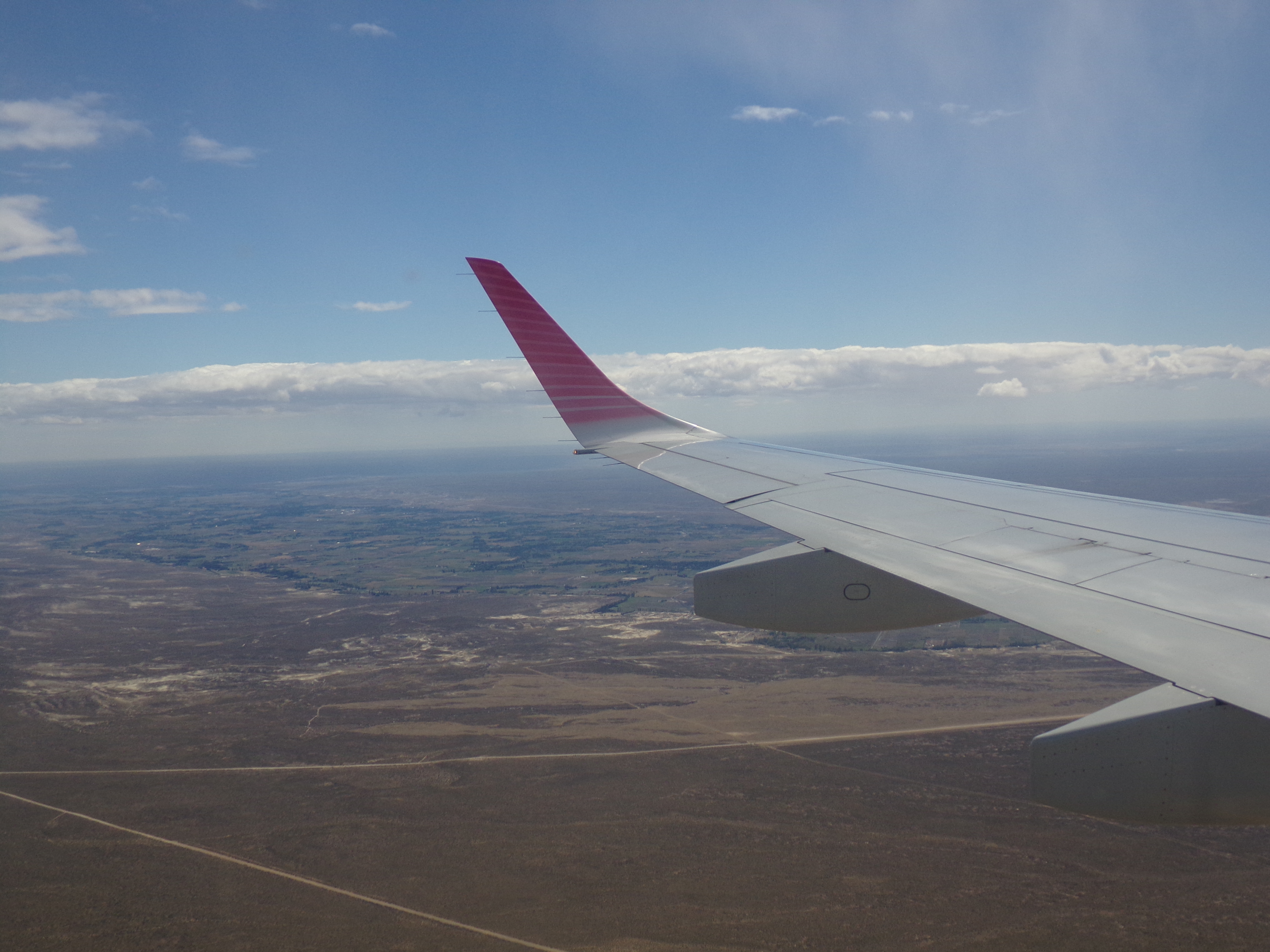
La ruta 1 al sur de Rawson con el valle inferior del río Chubut detrás.